# 데이비드 너터
데이비드 너터(영어: David Nutter, 1960년 ~ )는 미국의 TV 각본가, 프로듀서로 《엑스파일》, 《터미네이터: 사라 코너 연대기》, 《스몰빌》, 《왕좌의 게임》, 《애로우: 어둠의 기사》, 《멘탈리스트》 등 유수한 드라마의 에피소드를 연출했다.